# Negroamaro
Negroamaro (ou Negramaro) é uma casta de uva tinta cultivada quase exclusivamente na região Apúlia, no sul da Itália, em particular na região do Salento. A origem do nome não é nada mais do que a repetição da palavra "negro" em duas línguas: niger, em latim, e maru, em grego antigo. É uma das principais castas de uva do sul da Itália.

## Sinônimos
Albese, Abruzzese, Arbese, Jonico, Mangiaverde, Negro Amaro, Nero Leccese, Nicra amaro, Niuru maru, Uva Cane.

## Características
- Período de maturação: fins de setembro e início de outubro. Há variações dependendo da zona de cultivo.
- Vigor da videira: ótimo.
- Produtividade: abundante e constante.
- Peso médio do cacho: médio-elevado (300-350g).
- Baga: média-grande, oval, com a parte superior mais larga; casca cerosa, roxo-escura, e bastante firmes.
- Particularidades ambientais e de cultivo: facilmente adaptável a vários tipos de solo, preferindo contudo os calcário-argilosos, e climas quentes, mesmo que áridos.
- Usos: exclusivamente para a produção de vinhos, normalmente em conjunto com outras castas (Malvasia Nera, Sangiovese, Montepulciano). Raramente usado para a produção de vinho varietal.